# گروس ناوندورف
گروس ناوندورف (به آلمانی: Groß Naundorf) یک منطقهٔ مسکونی در آلمان است که در آنابورگ واقع شده‌است. گروس ناوندورف ۷۲۶ نفر جمعیت دارد.